# 福原広俊 (隠岐)
福原 広俊（ふくばら ひろとし）は、江戸時代前期の長州藩永代家老、宇部領主福原家15代当主。

## 生涯
寛永15年（1638年）、毛利家家老福原隠岐守元俊の子として生まれる。寛永19年（1642年）、幕府の証人（人質）として江戸に下向する。承応2年（1653年）、父・元俊が死去し、翌承応3年（1654年）に家督を相続する。藩主毛利綱広の偏諱（「広」の字）を賜り、広次（ひろつぐ）を名乗る。のち、元俊の1字を取って広俊に改名し、福原広俊を名乗った4番目の人物となる。
寛文元年（1662年）、大頭役を受ける。寛文10年（1670年）、元俊の菩提寺として宗隣寺を再建する。延宝2年（1674年）、江戸当役を受ける。元禄5年（1692年）、当職（国家老・執政）を受ける。
元禄8年（1695年）、病のため当職を辞職し、同年4月5日卒。享年58。